# نیژنی کوچوک
نیژنی کوچوک (به لاتین: Nizhny Kuchuk) یک منطقهٔ مسکونی در روسیه است که در سرزمین آلتای واقع شده‌است.